# WD1771
O WD1771 foi o primeiro de uma linha de microcontroladores de drives de disquete produzido pela Western Digital. Usava o formato densidade simples, modulação FM, e suportava o formato de disco IBM 3740. Era encapsulado como um DIP de 40 pinos.

## Versões
O WD1771 teve muitos sucessores que eram principalmente compatíveis a nível de software:
- O WD1781 foi projetado para densidade dupla, mas exigia circuitos de modulação e demodulação externos para que pudesse suportar as codificações MFM, M2FM ou outras de dupla densidade.
- A série WD1791-WD1797 acrescentou suporte interno para densidade dupla, modulação MFM, compatível com o formato de disco IBM System/34. Eles precisavam de um separador de dados externo.
- A série WD1761-WD1767 apresentou versões da série WD179x programados para uma freqüência máxima de clock de 1 MHz, resultando numa taxa limite de 125 kbit/s para densidade simples e 250 kbit/s para densidade dupla, evitando que fossem usados em drives de 8" ou nos posteriores drives 5" 1/4 de "alta densidade".
- A série WD2791-WD2797 acrescentou um separador de dados interno usando um loop analógico de fase travada, com alguns componentes externos passivos exigidos pelo VCO.
- Os WD1770, WD1772 e WD1773 usavam um separador de dados interno digital, eliminando a necessidade de componentes passivos externos. Eles suportavam densidade dupla, a despeito da aparente regressão da nomenclatura, mas tinham a mesma freqüência de clock de 1 MHz dos WD176x. Eram encapsulados como DIPs de 28 pinos.
  - O WD1772PH02-02 ou Ajax, foi um chip derivado projetado para o Atari STE e que suportava operações em alta densidade (500 kbit/s).

## Clones e similares
Muitos chips compatíveis foram fabricados por outras indústrias:
- Série FD179x da SMC Microelectronics
- Série MB887x da Fujitsu
- Série VL177x da VLSI Technology.

Estas famílias foram usadas em muitos microcomputadores, incluindo o Radio Shack TRS-80, Acorn Electron, BBC Master, Atari ST, Acorn Archimedes, Commodore 1581 e SAM Coupé, bem como nas interfaces de disco +D e DISCiPLE para o ZX Spectrum.